# بوداهد
بوداهد (به انگلیسی: Buddahead) یک گروه موسیقی راک اهل شهر نیویورک است. 
خواننده و مؤسس این گروه رامان کیا متولد تهران است. این گروه نخستین آلبوم خود را در ۲۰۰۴ منتشر ساخت که با استقبال فراوان روبرو شد. کیا در نخستین آلبوم خود انزجار خود را از جنگ در ایران در دهه ۱۹۸۰ اعلام کرد.

## آلبوم‌ها
- Crossing the Invisible Line، ۲۰۰۴
- Connect Set، ۲۰۰۵
- Ashes، ۲۰۰۸

## اعضا
- رامان کیا: آواز و گیتار
- سایمون گیبسون: گیتار
- توبی اورز: گیتار بیس
- ریچ سکانلا: درامز